# Кипр на Европейских играх 2015
Кипр на I Европейских играх, которые прошли в июне 2015 года в столице Азербайджана, в городе Баку, был представлен 23 спортсменами.

## Награды

### Серебро
| Серебро |                                    |                         |
| #       | Спортсмены                         | Вид спорта (дисциплина) |
| 1       | Георгиос Ахиллеос, Андри Элефтериу | Стрельба, скит (микст)  |

## Состав команды
Велоспорт-маунтинбайк
- Андреас Милтиадис

 Карате
- Панайотис Лоизидес

 Тхэквондо
- Иоаннис Пилавакис

## Результаты

### Велоспорт

#### Маунтинбайк
Соревнования по маунтинбайку проводилились в построенном специально для игр велопарке. Дистанция у мужчин составляла 36,7 км, а у женщин 27,9 км.
Мужчины
| Соревнование | Спортсмены        | Результат | Место | Отставание |
| ------------ | ----------------- | --------- | ----- | ---------- |
| Кросс-кантри | Андреас Милтиадис | LAP       | —     | —          |

### Гребля на байдарках и каноэ
Соревнования по гребле на байдарках и каноэ проходили в городе Мингечевир на базе олимпийского учебно-спортивного центра «Кюр». Разыгрывалось 15 комплектов наград. В каждой дисциплине соревнования проходили в три этапа: предварительный раунд, полуфинал и финал.
| Соревнование     | Спортсмены        | Предварительный раунд | Предварительный раунд | Предварительный раунд | Полуфинал | Полуфинал | Полуфинал | Финал                | Финал                | Итоговое место       |
| Соревнование     | Спортсмены        | Заплыв                | Время                 | Место                 | Заплыв    | Время     | Место     | Время                | Место                | Итоговое место       |
| ---------------- | ----------------- | --------------------- | --------------------- | --------------------- | --------- | --------- | --------- | -------------------- | -------------------- | -------------------- |
| K-1, 1000 метров | Андреас Диамантис | 2                     | 3:48,175 (q)          | 8                     | 3         | 3:36,107  | 8         | Завершил выступление | Завершил выступление | Завершил выступление |

### Карате
Соревнования по карате проходили в Бакинском кристальном зале. В каждой весовой категории принимали участие по 8 спортсменов, разделённых на 2 группы. Из каждой группы в полуфинал выходили по 2 спортсмена, которые по системе плей-офф разыгрывали медали Европейских игр.
Мужчины
| Соревнование | Спортсмены         | Групповой этап      | Групповой этап     | Групповой этап          | Место | 1/2 финала           | Финал                | Итоговое место       |
| Соревнование | Спортсмены         | 1 поединок          | 2 поединок         | 3 поединок              | Место | 1/2 финала           | Финал                | Итоговое место       |
| ------------ | ------------------ | ------------------- | ------------------ | ----------------------- | ----- | -------------------- | -------------------- | -------------------- |
| До 75 кг     | Панайотис Лоизидес | Группа B            | Группа B           | Группа B                | 4     | Завершил выступление | Завершил выступление | Завершил выступление |
| До 75 кг     | Панайотис Лоизидес | Л. Буза (ITA) П 0:1 | Н. Бич (GER) П 1:3 | Л. да Коста (FRA) П 1:9 | 4     | Завершил выступление | Завершил выступление | Завершил выступление |

### Тхэквондо
Соревнования по тхэквондо проходят по системе с выбыванием. Для победы в турнире спортсмену необходимо одержать 4 победы. Тхэквондисты, проигравшие по ходу соревнований будущим финалистам, принимают участие в утешительном турнире за две бронзовые медали.
Мужчины
| Категория | Спортсмены        | Первый раунд          | Четвертьфинал        | Полуфинал            | Финал                | Место |
| Категория | Спортсмены        | Соперник Результат    | Соперник Результат   | Соперник Результат   | Соперник Результат   | Место |
| --------- | ----------------- | --------------------- | -------------------- | -------------------- | -------------------- | ----- |
| до 68 кг  | Иоаннис Пилавакис | М. Силва (POR) П 6:12 | Завершил выступление | Завершил выступление | Завершил выступление | 11    |